# Mia Hamm
Mia Hamm (nom complet Mariel Margaret Hamm) és una exfutbolista estatunidenca nascuda el 17 de març del 1972 a Selma, Alabama. Havia estat jugant al llarg de disset anys amb la selecció femenina de futbol dels Estats Units.
Aclamada com a icona del futbol, va jugar com a davantera per a la selecció nacional femenina de futbol dels Estats Units del 1987 al 2004. Hamm va ser el nas de l'Women's United Soccer Association (WUSA), la primera lliga professional de futbol femení dels Estats Units, on va jugar al Washington Freedom del 2001 al 2003. Va jugar a futbol universitari a l'equip de futbol femení de North Carolina Tar Heels i va ajudar l'equip a guanyar quatre títols consecutius del Campionat de Futbol Femení de la Divisió I de la NCAA.
Durant la seua etapa amb la selecció, Hamm va competir en quatre tornejos de la Copa Mundial Femenina de la FIFA: el primer de tots, celebrat el 1991 a la Xina, el del 1995 a Suècia, el del 1999 i el de 2003 als Estats Units. Va ser la líder de l'equip en tres Jocs Olímpics, inclosos: 1996 a Atlanta (la primera vegada que es va jugar a futbol femení), 2000 a Sydney i 2004 a Atenes. Va jugar en 42 partits i va marcar 14 gols als 7 torneigs internacionals.
Hamm va retindre el rècord a més gols marcats com a internacional tant per una dona o un home fins al 2013, i es manté al tercer lloc per darrere de l'excompanya d'equip Abby Wambach i la davantera canadenca Christine Sinclair des del 2017. Actualment ocupa la tercera posició en la història de la selecció nord-americana per aparicions internacionals (276) i la primera per assistències de gol (144). Va ser nombrada Jugadora Mundial de la FIFA el 2001 i 2002, i juntament amb la seua companya d'equip Michelle Akers van ser elegides per Pelé com una de les 125 millors jugadores vives de la història del futbol a la llista elaborada per a celebrar el 100 aniversari de la FIFA. Hamm va ser nomenada atleta femenina de l'any dels Estats Units de futbol cinc anys seguits i va guanyar tres premis ESPY, incloent-hi la jugadora de l'any de futbol i l'atleta femenina de l'any. La Fundació Esportiva Femenina la va nomenar esportista de l'any el 1997 i el 1999. Va ingressar al National Soccer Hall of Fame, Alabama Sports Hall of Fame, Texas Sports Hall of Fame, North Carolina Soccer Hall of Fame, i va ser la primera dona en ingressar al World Football Hall of Fame.
Va participar, als 24 anys, en els Jocs Olímpics d'Estiu de 1996 realitzats a Atlanta (Estats Units), on va aconseguir guanyar la medalla d'or. En els Jocs Olímpics d'Estiu de 2000 realitzats a Sydney (Austràlia) aconseguí guanyar la medalla de plata en perdre la final davant la selecció femenina de Noruega. En els Jocs Olímpics d'Estiu de 2004 realitzats a Atenes (Grècia) tornà a guanyar la medalla d'or.
L'any 2009 fou designada ambaixadora del FC Barcelona amb la missió de difondre el missatge solidari de la seva Fundació. Està casada amb el jugador de beisbol Nomar Garciaparra.

## Biografia

### Infància i inicis en el futbol
La petita de cinc fills, Mariel Margaret Hamm va néixer amb un peu bot, una malformació deguda a la retracció de certs músculs. Ha de dormir amb sabates correctives connectades a una barra de metall. De bebè, fins i tot ha de portar un guix. Durant el dia, la Mia camina amb un altre parell de sabates adequades. La Mia no sap res de la seva ciutat natal, Selma, Alabama. La família porta una vida nòmada depenent de les tasques del pare Bill, un coronel de la Força Aèria dels EUA: Alabama, Califòrnia, Virgínia, Texas o Itàlia, on el pare està a l'OTAN prop de Florència. Aficionat al futbol, el pare sovint deixava la família els diumenges per anar a veure jugar a la Fiorentina quan la Mia només tenia quinze mesos.
Va ser amb les seves sabates correctives que Mia Hamm va colpejar la seva primera pilota als dos anys. Aleshores, els pares Bill i Stéphanie adopten un jove orfe, Garrett, tres anys més gran. Incapaços de formar amistats duradores a causa dels moviments constants, els dos nens no s'abandonen. Tots dos aficionats a l'esport, Mia va descobrir el futbol d'alt nivell a la televisió durant la Copa del Món de 1986. Als sis anys, la jove es va unir al seu primer equip mixt a Notre Dame Catholic High School de Wichita Falls, Texas. Sis mesos després, va marcar 23 gols. Amb deu anys, la Mia juga en un equip masculí que domina en nombre de gols marcats. Als catorze anys, ja era l'estrella dels campionats interuniversitaris on  Anson Dorrance}} es va adonar. Dorrance dirigeix el programa de futbol femení de la Universitat de Carolina del Nord, reconegut com el millor del país. Seduït, el va integrar a la selecció americana de la qual es va fer càrrec. Després es va incorporar a l'escola secundària Lake Braddock de Burke durant un any, amb la qual va guanyar el campionat estatal de Virgínia el 1989. Prenent classes nocturnes, es va graduar i es va matricular a la Universitat Anson Dorrance. El seu pare Bill va ser traslladat a Roma, Dorrance la va fer sota la seva ala i es va convertir en el seu tutor legal.

### Carrera acadèmica (1989–1993)
Hamm va anar a la Universitat de Carolina del Nord a Chapel Hill el 1989 i des d'aleshores va portar els colors dels Tard Hills de Carolina del Nord. Va guanyar el campionat de futbol femení de la NCAA quatre vegades en cinc anys, només el va saltar el 1991 per concentrar-se en la Copa del Món femenina de 1991 a la Xina. Hamm només va perdre un dels 95 partits que va jugar amb aquest equip.
Va guanyar el trofeu ACC Athlete of the Year el 1993, premiant a la millor esportista femenina de la costa atlàntica. Va participar al torneig de futbol femení de les Universiades d'estiu de 1993, una competició universitària multiesportiva internacional, on les nord-americanes van perdre a la final davant la Xina. Després de graduar-se, va deixar la universitat el 1993 amb un ACC de 103 gols i 72 assistències.

### Estrella de la selecció nacional (1987-2004)
Anson Dorrance s'adona de Mia Hamm en un campionat interuniversitari. Seduït, Dorrance el convida a un camp d'entrenament de la Selecció femenina de futbol dels Estats Units l'agost de 1987. Amb quinze anys, la jugadora es converteix en la jugadora més jove de la història en vestir la samarreta. Per tant, la selecció gairebé mai prescindirà d'ella.

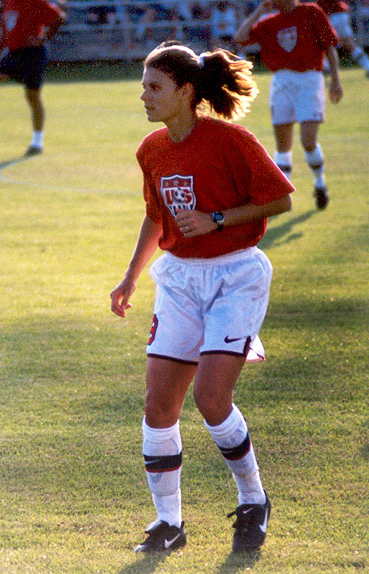
Mia Hamm escalfant, cap al 1998.

Quatre anys més tard, va ser convocada per a la primera edició de la Copa del Món de Futbol Femení, organitzada a la Xina. Amb 19 anys, és la jugadora més jove del grup format per Anson Dorrance, l'entrenador de Carolina del Nord. Li donen el número 9, que conservarà fins al final de la seva carrera internacional. Durant el primer partit, va marcar el gol decisiu contra Suècia (3-2), després va marcar un segon contra el Brasil, fortament derrotat (5-0). Finalment, va participar en els sis partits de la seva selecció, que va guanyar el trofeu a la final contra Noruega (2-1), davant de 65.000 espectadors.

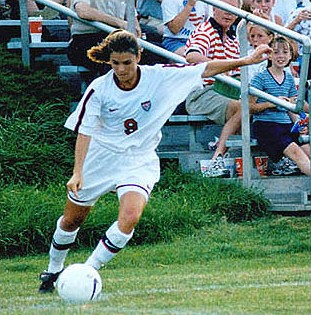
Hamm en un partit amb la selecció, cap al 1998.

L'any 1995, Hamm va ser lògicament seleccionada per a la Copa del Món de 1995, organitzada a Suècia, aquesta vegada sota la direcció de Tony DiCicco. Als 23 anys, tenia 89 partits abans de la competició. Va marcar en el primer partit contra la Xina (3-3). Durant el 2n partit substitueix la portera, Briana Scurry, després de la seva expulsió del camp. Arribats a les semifinals, els nord-americans es van veure sorpresos per Noruega, que es va venjar quatre anys abans (0-1) i es va haver de conformar amb el 3r lloc després d'una victòria sobre la Xina a la final (2-0). Poc després, la selecció estatunidenca va guanyar la primera edició de la Copa dels EUA contra Noruega, Austràlia i Taiwan. Hamm va ser nomenada MVP.
Hamm va ser una peça central de l'equip dels EUA en el torneig femení dels Jocs Olímpics de 1996, celebrats a Atlanta, Estats Units. Encara que disminuïda, va jugar quatre dels cinc partits, va marcar un gol i va contribuir activament a la victòria de la final davant la Xina (2-1), encara que es va veure obligada a abandonar el camp, lesionada. Aquests anys, Mia Hamm acumula premis: així va ser nomenada jugadora de futbol americà de l’any cinc anys consecutius entre 1994 i 1998. Aleshores, Mia Hamm bat el rècord mundial de gols marcats per a la selecció nacional i es converteix en la segona jugadora amb més gols de la història darrere de Kristine Lilly.
Hamm va participar en la seva 3a Copa del Món l'any 1999, aquesta vegada organitzada pels Estats Units. Juga sis partits, marca dos gols. La final contra la Xina va ser vista al Rose Bowl per més de 90.000 espectadors, un rècord mundial. El van guanyar els nord-americans als penals, després d'un empat sense gols. Mia Hamm va registrar la seva. Aquest és el 2n títol de campiona del món per a Mia Hamm, que comparteix amb Michelle Akers, Julie Foudy i Kristine Lilly la gesta d'haver jugat les victorioses finals de 1991, 1996 i 1999.
L'any següent, Mia Hamm va formar part del grup dels Jocs Olímpics de Sydney. Hamm va jugar els cinc partits del torneig però els nord-americans van perdre a la final, una vegada més contra Noruega (2-3 a. p.). El 2001 i el 2002, va guanyar els dos primers trofeus de la Jugadora Mundial de l'Any de la FIFA (va ser 2). classificant-se els dos anys següents per darrere de l'alemanya Birgit Prinz). L'any 2003, amb 31 anys, va competir en el seu 4 campionat del món, organitzat als Estats Units a causa de l'epidèmia de SARS a la Xina. A diferència dels tres tornejos anteriors, els nord-americans no van arribar a la final, superats per Alemanya a la semifinal de Portland (0-3). No obstant això, van guanyar el 3 lloc contra Canadà.
El 14 de maig de 2004, Mia Hamm va anunciar la seva decisió de retirar-se de l'esport després dels Jocs Olímpics d'Atenes, per tal de poder formar una família amb el seu marit Nomar Garciaparra. Va acabar la seva carrera amb estil, amb un 2 títol olímpic. Va jugar els sis partits, incloent la semifinal guanyada contra Alemanya (2-1) i la final contra el Brasil (2-1). És la abanderada de la delegació estatunidenca durant la cerimònia de clausura. Després dels Jocs, van recórrer el país, en forma de jubileu per a Julie Foudy, Joy Fawcett i Mia Hamm. Hamm va vestir la samarreta de selecció per última vegada el 8 desembre 2004 contra Mèxic.
Durant la seva carrera, va jugar 17 anys a la seva selecció, acumulant 275 partits i 158 gols, fet que la va convertir en la millor golejadora de la història del futbol en partits oficials, homes i dones combinats.

### Professional amb Washington Freedom (2000-2003)
Durant la major part de la carrera de Mia Hamm, no hi va haver cap campionat de futbol femení professional als Estats Units, per la qual cosa no va jugar a cap club professional. L'any 2000, va participar en la creació de la Women's United Soccer Association (WUSA), la primera lliga de futbol femení professional estatunidenc. El primer campionat, entre vuit franquícies, es va posar en marxa l’abril 2001. Hamm porta els colors de Washington Freedom.
Durant el partit inaugural de la primera temporada, contra  San Jose CyberRays, va provocar el primer gol obtenint un penal polèmic. L'equip de Hamm va ser derrotat a la final l'any 2002 per  Carolina Courage (2-3), després va guanyar el títol la temporada següent. No obstant això, el públic no hi era i la lliga va suspendre les seves activitats al setembre 2003, al final d'aquesta tercera temporada.

## Llista de premis

### Jocs Olímpics
- Medalla d'or als Jocs Olímpics d'estiu d'Atlanta de 1996 i als Jocs Olímpics d'estiu d'Atenes de 2004
- Medalla de plata als Jocs Olímpics d'estiu de Sydney 2000

### Copa del Món Femenina
- Guanyador dels Mundials de 1991 i 1999
- 3 als Mundials de 1995 i 2003

### Altres
- Guanyador del Campionat de la NCAA: 1989, 1990, 1992, 1993 (North Carolina Tar Heels)
- Guanyador del Campionat WUSA: 2003 (Washington Freedom)

### Distincions personals
- 276 partits de selecció nacional
- 158 gols en seleccions
- El jugador més jove de la selecció (amb 15 anys)
- El guanyador de la Copa del Món més jove
- Nomenat al FIFA 100 el 2004
- Jugador Mundial de la FIFA els anys 2001 i 2002
- Millor jugadora del segle IFFHS
- Esportiva estatunidenca de l'any per a la Federació de Futbol dels EUA: 1997
- Esportiva estatunidenca de l'any per la USOC: cinc vegades
- Millor jugadora per la Federació de Futbol dels EUA: 1996, 1997 i 1998
- Jugador més valuós de l'ACC Soccer: tres vegades
- Millor jugador de la USOC: Once
- Màxim golejador del Campionat dels Estats Units, total acumulat
- Millor davanter de la NCAA: dues vegades
- Millor jugador de la Copa dels Estats Units
- Millor jugador de la Copa Chiquita
- Ordre del Toisó d'Or (UNC)
- Classificada entre les 50 dones més boniques del món per la revista People
- Dona de la setmana per Equity Online
- 2 Millor jugador d'Internet de la FIFA del segle: 2000
- 3 Millor jugador de la família de futbol del segle FIFA: 2000
- Ambaixador del FC Barcelona als Estats Units des del 2010
- 2021: cerimònia d'admissió al National Women's Hall of Fame.[27]

## Vida personal
Durant els campionats universitaris nacionals a principis dels anys 90, Mia Hamm va conèixer Christian Corry, un atleta distingit que es convertiria en pilot de caça als Marines, i al seu marit.
Mia Hamm està casada amb Nomar Garciaparra, un antic jugador de beisbol, i la parella són pares de dues filles bessones nascudes el 2007 i un fill nascut el 2012. La parella es troba entre els 22 copropietaris del Los Angeles FC de la Major League Soccer.

## Homenatges
Amb motiu dels Jocs Olímpics d'estiu de 2012 a Londres, l'estació de Piccadilly Circus va ser rebatejada temporalment al seu nom.